# Trlenská dolina
Trlenská dolina je údolí, které se rozkládá na východní straně středoslovenského pohoří Velká Fatra. Začíná ve výšce kolem 530 m v osadě Jazierce na jihu města Ružomberok a stoupá až k úbočí Vtáčniku (1090 m) do výše kolem 800 m. Jeho pravou stranu tvoří jihovýchodní svahy vrcholu Grúň (911 m) a hory Šiprúň (1461 m), levou jižní svahy hor Sidorovo (1099 m) a Borovník (1054 m). Trlenské údolí má několik bočních větví. Nachází se v ochranném pásmu Národního parku Velká Fatra.
Údolím protéká Trlenský potok, který je přítokem řeky Revúce. Vede tudy i silnice z Jazierců do Vlkolínce.

## Turistické informace
Trlenské údolí je po turistické stránce značně zajímavé. V obci Vlkolínec se nachází památková rezervace lidové architektury. V samotném údolí je farma horských koní a přírodní památky Vlčia skala a Dogerské skaly.